# Jay Gorter
Jay Gorter (Amesterdão, 30 de maio de 2000) é um futebolista neerlandês que atua como goleiro. Atualmente, joga pelo Pafos.

## Carreira

### Go Ahead Eagles
Nascido em Amesterdão, Gorter jogou nas categorias de base do FC Pumerend, Ajax, AFC, e AZ antes de se juntar ao Go Ahead Eagles em 2018. Ele fez sua estreia pelo clube em 29 de outubro de 2019, na vitória por 3–1 sobre o Almere City, partida válida pela Eerste Divisie. Em 16 de dezembro de 2019, ele assinou seu primeiro contrato profissional com o clube, durando 2 anos e meio. Porém, devido a problemas comportamentais com a equipe, ele foi rebaixado ao time sub-19. Gorter fez 40 aparições na temporada 2020–21 em todas as competições e manteve 25 jogos sem sofrer gol, um recorde na liga, enquanto o Go Ahead Eagles foi promovido à Eredivisie.

### Ajax
Em 12 de junho de 2021, foi anunciado que Gorter se juntaria ao Ajax em um contrato de 4 anos, com vigência a partir do dia 1 de julho. Aparecendo mais vezes pelo Jong Ajax na segunda divisão, ele fez sua estreia pelo time principal do Ajax em 22 de janeiro de 2022, numa partida da Copa dos Países Baixos contra o Excelsior Maassluis.
Pela Supercopa dos Países Baixos em 30 de julho de 2022, Gorter foi escolhido como titular em favor do experiente Remko Pasveer, que vinha sofrendo com lesões durante a pré-temporada. Ele foi criticado pelo seu envolvimento em 2 gols sofridos, enquanto o Ajax perdeu a partida por 5–3.

#### Empréstimo ao Aberdeen
Em 31 de janeiro de 2023, Gorter assinou com o Aberdeen, da Escócia, por empréstimo até o final da temporada.

### Pafos
No dia 23 de julho de 2025, Gorter foi anunciado como novo reforço do Pafos, do Chipre.

## Títulos
- Eredivisie: 2021–22